# Noche de fuego
Noche de fuego és una pel·lícula dramàtica mexicana de 2021, escrita i dirigida per Tatiana Huezo, basada en la novel·la de Jennifer Clement titulada Prayers for the Stolen (2012). Es va estrenar el 15 de juliol de 2021 al Festival Internacional de Cinema de Canes, on va obtenir un esment especial en la secció Un Certain Regard.
Va ser preseleccionada per Mèxic per a l'Óscar al millor llargmetratge internacional als 94è Premis de l'Acadèmia d'Arts i Ciències Cinematogràfiques. A nivell comercial a Mèxic es va estrenar el 16 de setembre de 2021.

## Sinopsi
Tres noies de l'Estat de Guerrero en plena adolescència en una vila rural enmig del tràfic de drogues i del tràfic de persones.

## Repartiment
- Mayra Batalla com a Rita.[6]
- Alejandra Camacho com a Paula (jove).[6]
- Marya Membreño com a Ana (jove).[6]
- Ana Cristina Ordóñez González com a Ana (nena).[6]
- Memo Villegas com a Leonardo.[6]
- Norma Pablo com a Luz.[6]
- Giselle Barrera Sánchez com a María (jove).[6]
- Blanca Itzel Pérez com a María (nena).[6]
- Julián Guzmán Girón com a Margarito (jove).[6]
- David Illescas com el mestre.[6]
- Eileen Yañez com a Concha.[6]
- Camila Gaal com a Paula (nena).[6]
- Olivia Lagunas com a Zulma.[6]
- Teresa Sánchez com a Helena.[6]
- Andrés Chavero Medina com a Joel.[6]
- Gabriela Núñez com a Artemia.[6]
- José Estrada com a Margarito (nen).[6]
- Daniela Arroio com el doctor.[6]

## Estrena
El juny de 2021, la pel·lícula va ser seleccionada per competir a la secció Un Certain Regard al 74è Festival Internacional de Cinema de Canes. A Canes, va guanyar una menció especial a la secció Un Certain Regard'.
La pel·lícula es va estrenar a les sales de cinema a Mèxic el 16 de setembre de 2021. A l'octubre de 2021, es va revelar que era la candidatura mexicana per a l'Oscar a la millor pel·lícula de parla no anglesa als Premis Oscar de 2021. Va començar a reproduir-se Netflix el 17 de novembre de 2021.

## Premis i nominacions
| Any  | Premi                                                | Categoria                                           | Nominat                                             | Resultat  | Ref    |
| ---- | ---------------------------------------------------- | --------------------------------------------------- | --------------------------------------------------- | --------- | ------ |
| 2021 | XXVII Premis Cinematogràfics José María Forqué       | Millor pel·lícula llatinoamericana                  | Millor pel·lícula llatinoamericana                  | Guanyador | [ 11 ] |
| 2022 | 33è Festival Internacional de Cinema de Palm Springs | Premi FIPRESCI a la millor pel·lícula internacional | Premi FIPRESCI a la millor pel·lícula internacional | Guanyador | [ 12 ] |
| 2022 | 33è Festival Internacional de Cinema de Palm Springs | Premi iberoamerìcà                                  | Premi iberoamerìcà                                  | Guanyador | [ 12 ] |
| 2022 | 26è Premis Satellite                                 | Millor pel·lícula en llengua estrangera             | Millor pel·lícula en llengua estrangera             | Pendent   | [ 13 ] |
| 2022 | 37ns Premis Independent Spirit                       | Millor pel·lícula internacional                     | Millor pel·lícula internacional                     | Pendent   | [ 14 ] |
| 2022 | 74ns Premis Directors Guild of America               | Millor film de debut de director                    | Tatiana Huezo                                       | Pendent   | [ 15 ] |